# فرودگاه لا سئو دورجل
فرودگاه لا سئو دورجل (به کاتالان: Aeroport de la Seu d'Urgell) یک فرودگاه همگانی با کد یاتا LEU است که یک باند فرود آسفالت دارد و طول باند آن ۱۳۴۰ متر است. این فرودگاه در کشور اسپانیا قرار دارد و در ارتفاع ۸۰۰ متری از سطح دریا واقع شده‌است.

## شرکت‌های هواپیمایی و مقصدهای پروازی
| شرکت‌های هواپیمایی | مقصدهای پروازی                            |
| ----------------- | ----------------------------------------- |
| Lao Air           | واتایی                                    |
| Lao Airlines      | واتایی چارتر فصلی: بن هوویسای، لوانگ‌نامزا |